# Парламентские выборы в Сенегале (2001)
Парламентские выборы в Сенегале проходили 29 апреля 2001 года. Выборы прошли в соответствии с новой Конституцией, утвержденной на референдуме в начале 2001 года. После победы Абдулая Вада на президентских выборах в 2000 году Коалиция Сопи, включавшая Сенегальскую демократическую партию Вада и её союзников, получила значительное большинство.

## Предвыборная обстановка
После того, как Вад был избран президентом в 2000 году, он вступил в «сожительство» с Социалистической партией, которая всё ещё занимала подавляющее большинство мест в Национальном собрании. Ваду было конституционно запрещено распускать Национальное собрание и назначать новые парламентские выборы, но он решил пересмотреть Конституцию и заявил, что пока не будет проводить политические инициативы. Поскольку он не пытался установить новое законодательство, ему не нужно было идти на компромисс с Национальным собранием, которое просто одобрило бюджет и отложило работу. Социалистическая партия не возражала против конституционных изменений Вада, которые включали предоставление президенту право роспуска Национального собрания. Новая Конституция легко была одобрена на референдуме. Затем Вад распустил Национальное собрание и назначил досрочные парламентские выборы. При этом контролируемый социалистами Сенат был отменён референдумом.
Хотя Ваду было запрещено Конституцией принимать участие в митингах во время избирательной кампании, а Коалиции Сопи не разрешалось использовать его фотографию в своих бюллетенях для голосования, Вад активно и заметно участвовал в кампании Сопи, что вызывало критику его противников. Вад призывал людей проголосовать за Коалицию Сопи, чтобы он мог эффективно управлять с безопасным большинством.

## Результаты
| Партия                                               | Голоса  | %    | Места |
| ---------------------------------------------------- | ------- | ---- | ----- |
| Коалиция Сопи (СДП, ДЛ/ДТП и др.)                    | 931 617 | 49,6 | 89    |
| Социалистическая партия Сенегала                     | 326 126 | 17,4 | 10    |
| Альянс сил прогресса                                 | 303 150 | 16,1 | 11    |
| Союз за демократическое обновление                   | 69 109  | 3,7  | 3     |
| And-Jëf/Африканская партия за демократию и социализм | 76 102  | 4,1  | 2     |
| Сенегальская либеральная партия                      | 17 240  | 0,9  | 1     |
| Партия за прогресс и гражданство                     | 17 122  | 0,9  | 1     |
| Альянс за прогресс, справедливость Jëf-Jël           | 15 048  | 0,8  | 1     |
| Национальное демократическое объединение             | 13 286  | 0,7  | 1     |
| Партия независимости и труда                         | 10 854  | 0,6  | 1     |
| Прочие                                               | 99 192  | 5,3  | 0     |
| Недействительных/пустых бюллетеней                   | -       | -    | -     |
| Всего (Явка 67,4 %)                                  | '       | 100  | 120   |
| Источник: Elections in Senegal                       |         |      |       |